# Atheta groenlandica
Atheta groenlandica  (лат.) — вид арктических жуков семейства стафилиниды из подсемейства Aleocharinae. Эндемик Гренландии (обитают в южной части острова, 61°N). Взрослые особи регистрировались с мая по сентябрь. Вероятно партеногенетический вид, у него не найдены самцы. Личинки также не обнаружены. Длина тела 2—2,5 мм. Пронотум отчётливо шире головы на уровне глаз. Волоски средней линии пронотума направлены назад. По данным Дж. Бохера (Bocher, 1988) Atheta (Mocyta) groenlandica обладает сходством с видом Atheta (Mocyta) fungi (Gravenhorst) и он такой же вариабельный вид. Предшествующие (начала XX века) гренландские указания Atheta fungi принадлежат к Atheta groenlandica. Единственный представитель отряда жесткокрылые эндемичный для Гренландии.